# Giovanni Bonfiglio
Giovanni Bonfiglio (Spadafora, 30 gennaio 1913 – Messina, 5 marzo 1997) è stato un judoka e karateka italiano, campione di judo e pioniere di arti marziali in Sicilia e Calabria.

## Biografia
Sin da giovane appassionato di sport, a vent'anni, nel 1933 durante lo svolgimento del servizio di leva nella Marina Militare Italiana, decide di partire come volontario per la Cina, presso il Distaccamento dell'Ambasciata Italiana a Pechino, dove presta servizio dal 1934 al 1936. Durante questo periodo rimane affascinato dal judo e frequenta a Pechino una delle migliori palestre dove impara l'arte marziale. Il 1º ottobre 1936 gli viene rilasciato il diploma di lottatore giapponese e ottiene il titolo di campione di judo del nord della Cina, del campionato militare internazionale, disputato tra tutte le forze armate presenti in estremo oriente. Nel 1946 torna in Italia e fonda a Messina presso i locali del dopolavoro ferroviario, il Club Judo "Kodokan", la prima palestra di arti marziali di Sicilia e Calabria. In quei locali semidistrutti dagli eventi bellici, vengono ricavati ampi spazi non solo per il judo ma anche per attività collaterali: pesistica, boxe e ginnastica artistica. Nel 1942 sposa Graziella Miuccio di Santa Teresa di Riva, città in cui si trasferisce definitivamente, vivendo nel quartiere centrale di Pozzo Lazzaro.

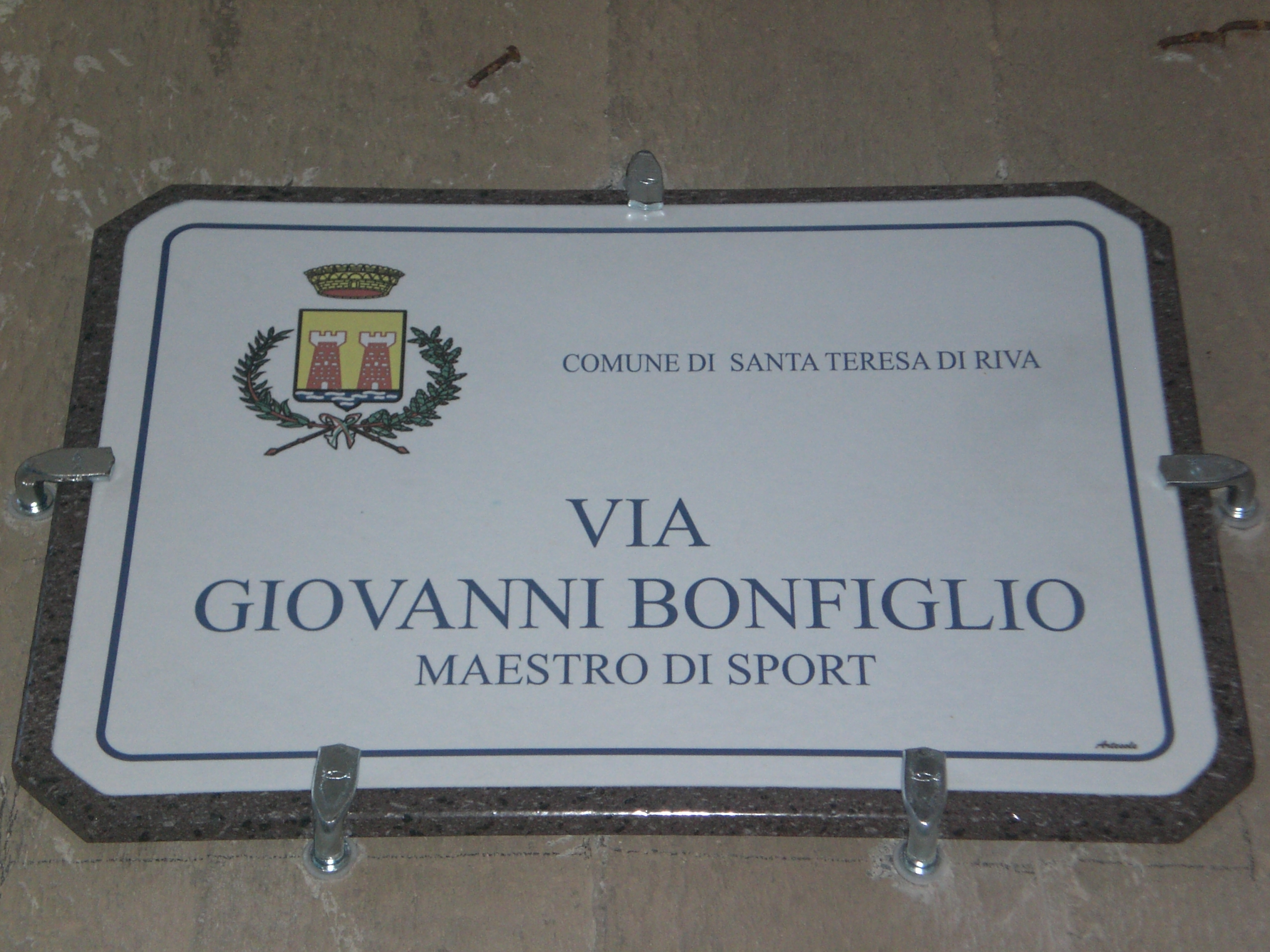
La targa della via Giovanni Bonfiglio a Santa Teresa di Riva.

Pioniere di questa disciplina negli anni a seguire ne fa lo scopo della sua vita, la divulga con passione, e avvia altre palestre a Santa Teresa di Riva e in tutta la riviera jonica messinese. Nel 1986 compie cinquanta anni di attività sportiva.

## Onorificenze
- Pechino, 1º ottobre 1936: diploma di "Lottatore giapponese", conferito dalla Regia ambasciata d'Italia in Cina - Distaccamento Regia Marina.
- Roma, 10 luglio 1968: diploma di "Maestro benemerito di judo", conferito dalla Federazione Italiana Atletica Pesante.
- Cracovia, 4 agosto 1968: diploma al merito sportivo polacco per il judo.

- Roma, 6 novembre 1982:  medaglia d'onore al merito sportivo, conferita dalla FILPJ (Federazione Italiana Lotta Pesi Judo).
- Tokyo, 11 luglio 1983: diploma originale giapponese di cintura nera 4º Dan, conferito dal presidente del Kodokan Judo Institute di Tokyo, Yukumitsu Kano.

- Roma, 1º gennaio 1993: diploma di cintura nera 5º Dan  di karate, conferito dalla FITAK (Federazione Italiana Tackwondo Karate).
- Roma, 1º gennaio 1994: diploma di cintura nera 6º Dan di judo, conferito dal presidente del C.O.N.I. – FILPJ Matteo Pellicone.

## Riconoscimenti
Attualmente a Giarre, un club sportivo di arti marziali, gestito dai fratelli Tomarchio, porta il suo nome. Inoltre, l'amministrazione comunale di Santa Teresa di Riva, con una sobria cerimonia tenutasi il 22 agosto 2010, gli ha intitolato una via nel quartiere di Barracca.